# Pachner-Zug

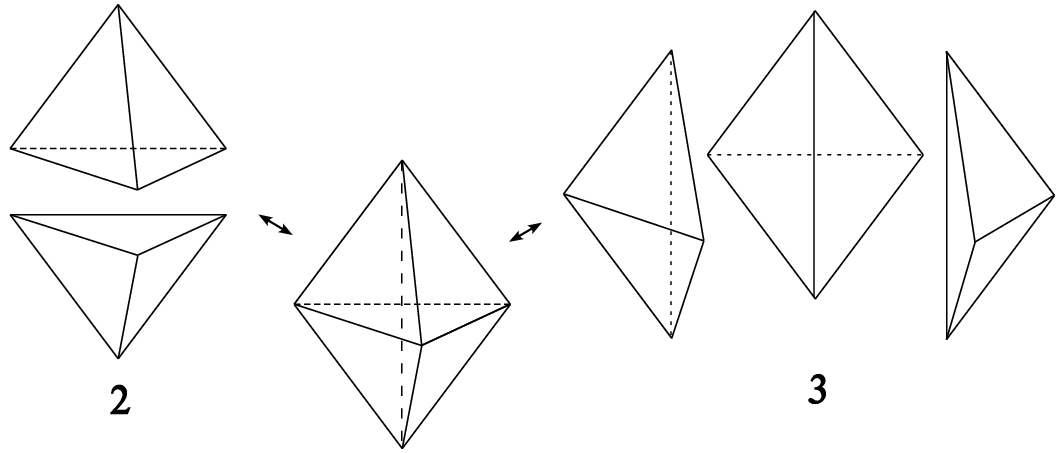
Dieser Pachner-Zug ersetzt zwei Simplizes in durch die anderen drei.

Der Pachner-Zug ist ein Begriff aus der kombinatorischen Topologie, also dem Studium von Simplizialkomplexen und triangulierten Mannigfaltigkeiten innerhalb der Mathematik.
Ein Pachner-Zug ersetzt einige Simplizes in einer triangulierten {\displaystyle n}-Mannigfaltigkeit durch andere Simplizes und zwar so, dass die Vereinigung aus den ersetzten und den ersetzenden Simplizes genau den Rand eines {\displaystyle (n+1)}-Simplex bildet.
Die Bedeutung der Pachner-Züge ergibt sich daraus, dass je zwei unterschiedliche Triangulierungen einer Mannigfaltigkeit durch eine Folge von Pachner-Zügen ineinander überführen lassen. Dies wurde 1991 von Pachner bewiesen.

## Definition
Im Folgenden bezeichne {\displaystyle \Delta ^{n+1}} den {\displaystyle (n+1)}-dimensionalen Standardsimplex und {\displaystyle \partial \Delta ^{n+1}} seinen Rand mit der Triangulierung durch Seitenflächen. 
Gegeben sei eine {\displaystyle n}-dimensionale triangulierte Mannigfaltigkeit {\displaystyle M}. Ein Pachner-Zug besteht in der Auswahl eines zu einem {\displaystyle n}-dimensionalen Unterkomplex {\displaystyle C^{\prime }\subset \partial \Delta ^{n+1}} isomorphen Unterkomplexes {\displaystyle C\subset M} und dem Bilden der triangulierten Mannigfaltigkeit 
{\displaystyle (M\setminus C)\cup _{\phi }(\partial \Delta ^{n+1}\setminus C^{\prime })},
wobei die Verklebeabbildung {\displaystyle \phi \colon \partial C\to \partial C^{\prime }} die Einschränkung des gegebenen simplizialen Isomorphismus {\displaystyle C\to C^{\prime }} ist.
Man erhält mittels dieser Konstruktion wieder dieselbe Mannigfaltigkeit {\displaystyle M}, aber mit einer anderen als der ursprünglichen Triangulierung.

## Beispiele
Im Fall {\displaystyle 3}-dimensionaler Mannigfaltigkeiten spricht man von {\displaystyle 1}-{\displaystyle 4}- und {\displaystyle 2}-{\displaystyle 3}-Pachner-Zügen. Ein {\displaystyle 1}-{\displaystyle 4}-Pachner-Zug ersetzt einen {\displaystyle 3}-dimensionalen Simplex durch vier andere (oder umgekehrt), ein {\displaystyle 2}-{\displaystyle 3}-Pachner-Zug ersetzt zwei {\displaystyle 3}-dimensionale Simplizes durch drei andere (oder umgekehrt).

## Satz von Pachner
Satz von Pachner: Wenn zwei triangulierte PL-Mannigfaltigkeiten (beliebiger Dimension) PL-homöomorph sind, dann gibt es eine Folge von Pachner-Zügen, die die eine Triangulierung in die andere überführt.
Insbesondere gilt für Flächen und {\displaystyle 3}-dimensionale Mannigfaltigkeiten, dass je zwei Triangulierungen sich durch eine Folge von Pachner-Zügen ineinander überführen lassen. (Dies ergibt sich aus der Eindeutigkeit der PL-Struktur für Mannigfaltigkeiten der Dimensionen {\displaystyle 2} und {\displaystyle 3}.)